# Damiano da Bozzano
Damiano da Bozzano, al secolo Pio Giannotti, conosciuto anche come Frei Damião, (Bozzano, 5 novembre 1898 – Recife, 31 maggio 1997), è stato un religioso e missionario italiano naturalizzato brasiliano.
Il 6 aprile 2019, papa Francesco ne ha riconosciuto le virtù eroiche e da quel momento Damiano da Bozzano è venerabile.

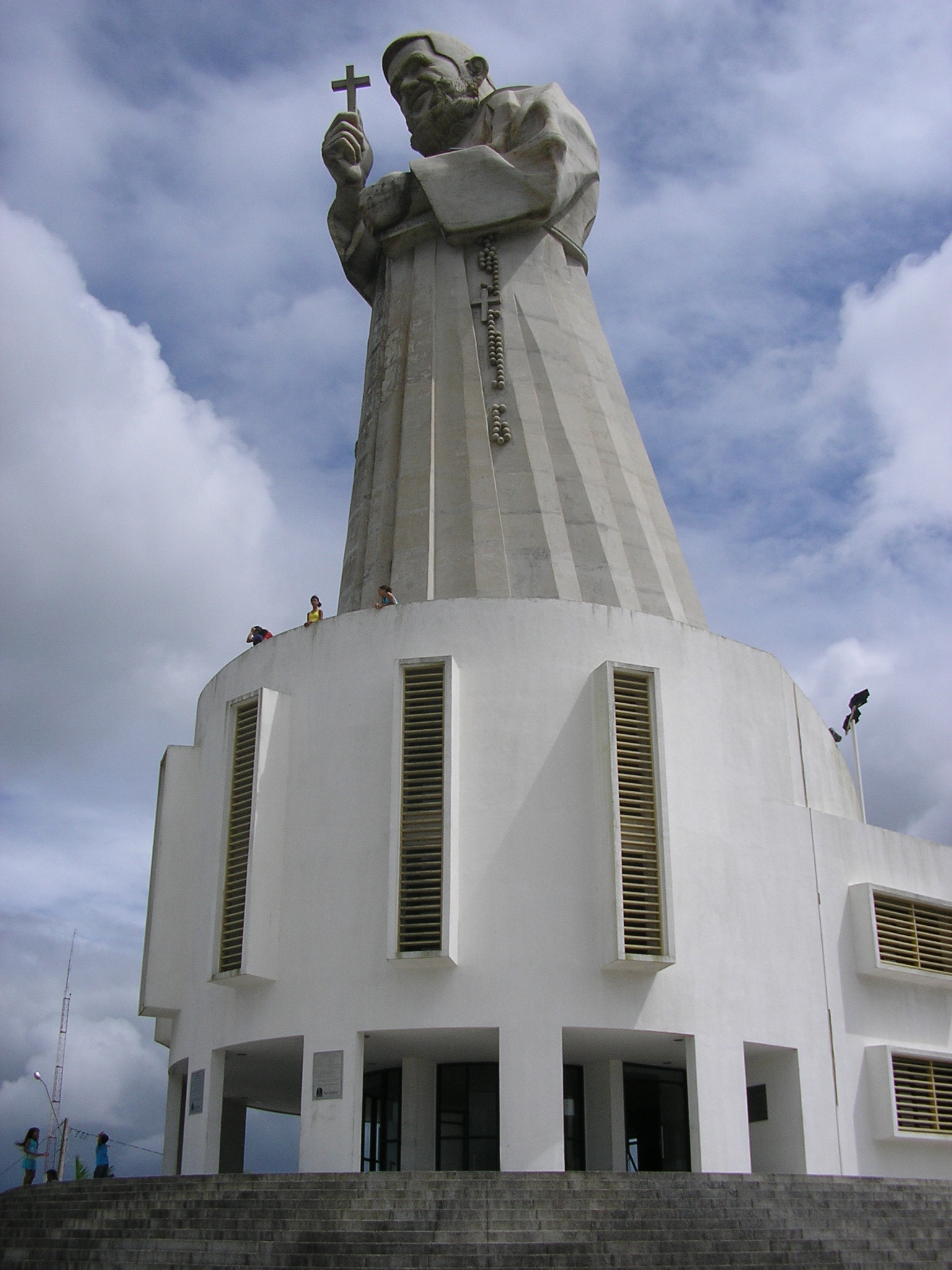
Santuário Memorial Frei Damião a Guarabira

## Biografia
Secondogenito di Felice e Maria Giannotti, a dodici anni entrò nel Seminario Serafico di Camigliano. Nel 1914 iniziò il noviziato tra i frati cappuccini, concludendolo l'11 luglio 1915 con la professione dei voti semplici.
Dopo la parentesi della prima guerra mondiale, emise i voti solenni il 30 ottobre 1921 nel convento di Villa Basilica. Dopo aver compiuto gli studi teologici presso la Pontificia Università Gregoriana, fu ordinato sacerdote il 5 agosto 1923. All'inizio degli anni trenta si trasferì nel Nordest del Brasile, dove svolse un'importante attività missionaria.
Morì il 31 maggio 1997, a 98 anni, nel Reale Ospedale Portoghese di Recife, dove era stato ricoverato per una grave insufficienza respiratoria. Alla sua morte il presidente Fernando Henrique Cardoso proclamò tre giorni di lutto nazionale. 

## Omaggi
- In Brasile, un santuario è stato eretto alla sua memoria nello stato della Paraíba dalla Diocesi di Guarabira[6].

- A Città di Massa si tiene ogni anno il Premio Nazionale di Poesia "Padre Damiano da Bozzano".[7]

## Nella cultura di massa
- Nel 1973 Luiz Gonzaga gli dedicò una canzone (Frei Damião), scritta da Janduhy Finizola e contenuta nell'album Sangue de Nordestino.[8]